# کلایمکس استودیوز
کلایمکس استودیوز (انگلیسی: Climax Studios) شرکت بازی ویدئویی بریتانیایی است، که در سال ۱۹۸۸ تأسیس شد.